# 二氟化氧
二氟化氧是化学式为OF2的化合物，结构与水分子相似，但化学性质非常不同，是强氧化剂。

## 制备
二氟化氧于 1929年首次被报告。它是由溶蚀的氟化钾和含有少量水的氢氟酸电解而成的。现在的制备方法是将氟气通入氢氧化钠溶液中，可得二氟化氧和副产物氟化钠。
2F2 + 2NaOH →  OF2 + 2NaF + H2O

## 反应
二氟化氧中的氧具有不寻常的+2氧化态 ，具有强氧化性。200°C时二氟化氧分解成氧气和氟气。
二氟化氧与许多金属反应，生成氧化物和氟化物。也能与一些非金属反应：
- 与磷反应生成五氟化磷和氟氧化磷；
- 与硫反应生成二氧化硫和四氟化硫；
- 与氙反应生成四氟化氙和氙的氧氟化物。

二氟化氧与水缓慢反应，生成氢氟酸：
OF2(aq) + H2O(aq) → 2HF(aq) + O2(g)
它可以将二氧化硫氧化为三氧化硫，生成氟气：
OF2 + SO2 → SO3 + F2
有紫外线照射时，产物变为硫酰氟(SO2F2)和焦硫酰氟(S2O5F2)：
OF2 + 2SO2 → S2O5F2

## 安全性
二氟化氧因其极强的氧化性，被认为是一种不安全的气体。OF2与水水解产生的氢氟酸具有很强的腐蚀性和毒性，能够导致坏死，从骨骼中浸出钙，并造成心血管损伤，以及其他一系列隐性影响。

## 大众文化
Robert L. Forward的科幻小说《30K卡美洛》（Camelot 30K）中，二氟化氧被生活在柯伊伯带的虚构生物用作生化溶剂。OF2在30K下是固体，这种虚构生物可以吸热，通过放射性加热保持较高的体温和液态OF2血液。